# Distrito de La Morada
El Distrito peruano de La Morada es uno de los cinco distritos de la Provincia de Marañón, ubicada en el Departamento de Huánuco, perteneciente a la Región Huánuco, Perú.
Su capital la ciudad La Morada a 545 m s. n. m. con 2909 habitantes.

## Historia
El distrito fue creado mediante la ley Nº 30360 el 12 de noviembre de 2015, en el gobierno de Ollanta Humala.
Durante los primeros años, la municipalidad distrital de Cholón era la encargada de la administración de recursos y servicios públicos del distrito de La Morada, en tanto se elijan e instalen nuevas autoridades.
El 10 de diciembre de 2017 se realizaron las primeras elecciones municipales distritales, siendo elegido Denis Melendez Vargas.

## Autoridades

### Municipales
- 2019 - 2022[3]
  - Alcalde: Elmer Edmer Reyes Maylle, de Alianza para el Progreso.
  - Regidores:

  1. Rosa María Rojas Bacilio (Alianza para el Progreso)
  2. Gregorio Vásquez Gadea (Alianza para el Progreso)
  3. Isabel Ruiz Guevara (Alianza para el Progreso)
  4. Yosly Marín Sagastiga (Alianza para el Progreso)
  5. Alex Misael Abanto Lozano (Avanza País - Partido de Integración Social)

Alcaldes anteriores
- 2018:[4] Denis Melendez Vargas, del Partido Democrático Somos Perú.